# Моуър (окръг, Минесота)
Окръг Моуър (на английски: Mower County) е окръг в щата Минесота, Съединени американски щати. Площта му е 1844 km², а населението - 38 603 души (2000). Административен център е град Остин.